# Gottgläubig

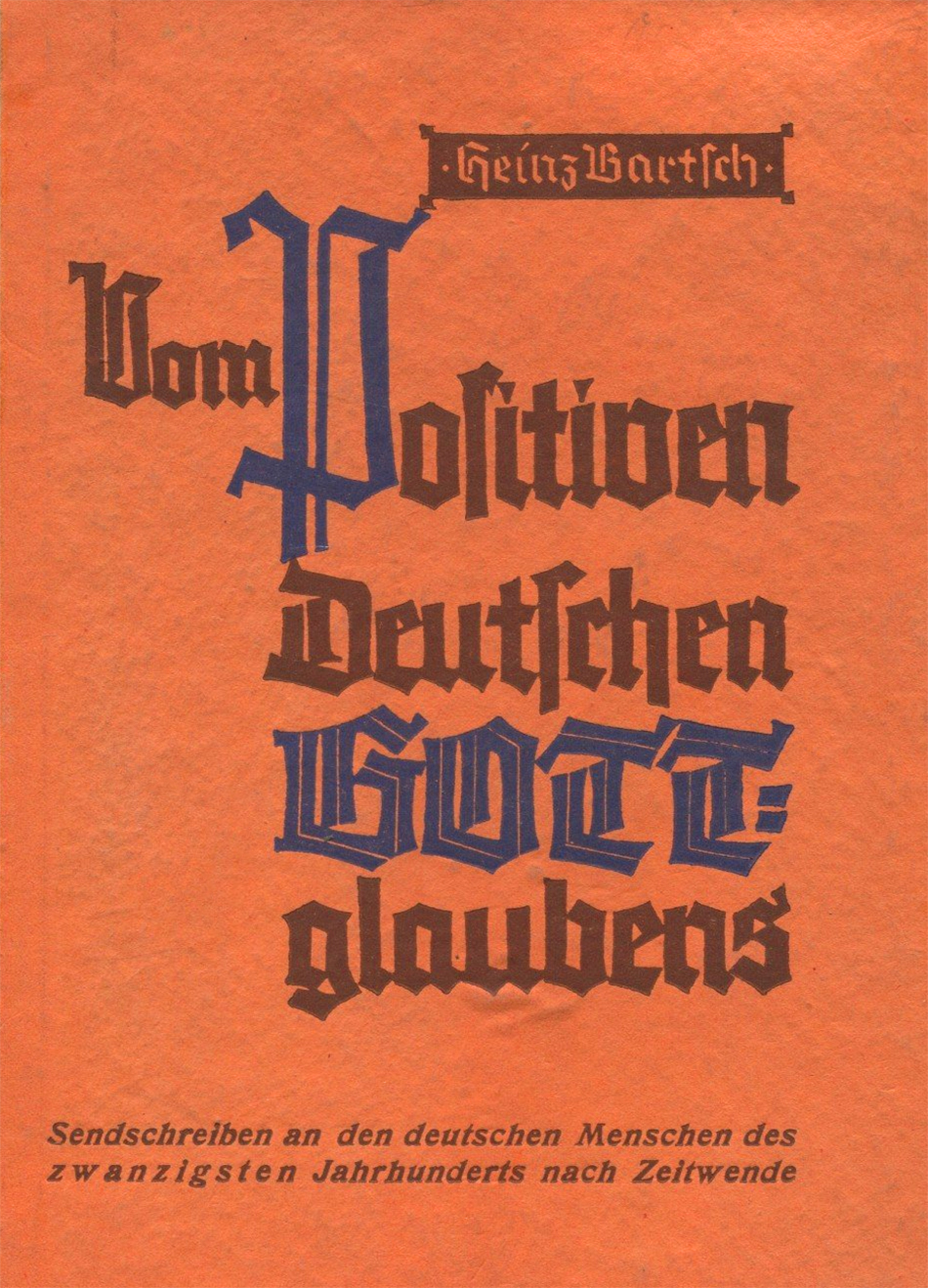
Sobre la creencia positiva en Dios alemana (1939)

En la Alemania nazi, gottgläubig (literalmente ‘creyente en Dios’) era un término religioso nazi para una forma de no denominacionalismo practicado por aquellos alemanes que habían abandonado oficialmente las iglesias cristianas, pero mantenían su fe en Jesucristo o en un poder superior o creador divino. Estas personas se llamaban gottgläubige, y el término para el movimiento general era gottgläubigkeit. El término denota a alguien que todavía cree en Dios, aunque sin tener ninguna afiliación religiosa institucional. Los nazis no eran favorables a las instituciones religiosas de su época, sino que buscaban revivir la edad de oro del cristianismo de siglos antes. No toleraron el ateísmo de ningún tipo dentro de los miembros del NSDAP: gottgläubigkeit era una especie de religión no organizada oficialmente sancionada, equivalente a un cristiano no confesional en los Estados Unidos. El Diccionario Filosófico de 1943 definió gottgläubig como: «designación oficial para aquellos que profesan un tipo específico de piedad y moralidad, sin estar ligados a una denominación eclesiástica, mientras que, sin embargo, también rechazan la irreligión y la impiedad». En el censo de 1939, el 3,5% de la población alemana se identificó como gottgläubig.

## Orígenes
Véase también: Kirchenkampf
En el Programa Nacionalsocialista de 1920 del Partido Nacionalsocialista Obrero Alemán (NSDAP), Adolf Hitler mencionó por primera vez la frase «cristianismo positivo». El Partido no deseaba vincularse a una denominación cristiana en particular, sino al cristianismo en general, y buscaba la libertad de religión para todas las denominaciones «siempre que no pongan en peligro su existencia ni se opongan a los sentidos morales de la raza germánica».
Cuando Hitler y el NSDAP llegaron al poder en 1933, buscaron afirmar el control estatal sobre las iglesias, por un lado a través del Reichskonkordat con la Iglesia Católica, y la fusión forzada de la Confederación de la Iglesia Evangélica Alemana y la Iglesia Protestante del Reich. Esta política pareció haber funcionado relativamente bien hasta finales de 1936, cuando un «empeoramiento gradual de las relaciones» entre el Partido Nazi y las iglesias vio el surgimiento del Kirchenaustritt («abandono de la iglesia»). Aunque no hubo una directiva oficial para revocar la pertenencia a la iglesia, algunos miembros del Partido Nazi comenzaron a hacerlo voluntariamente y presionaron a otros miembros para que siguieran su ejemplo. Los que abandonaron las iglesias fueron designados como gottgläubige («creyentes en Dios»), término reconocido oficialmente por el Reichsminister de Interior, Wilhelm Frick, el 26 de noviembre de 1936. Destacó que el término significaba una disociación política de las iglesias, no un acto de apostasía religiosa. El término «disidente», que algunos de los que abandonaron la iglesia habían usado hasta ellos, se asoció con ser «sin fe» (glaubenslos), mientras que la mayoría de ellos enfatizaba que todavía creían en Dios y, por lo tanto, requerían una palabra diferente.
El ideólogo del Partido Nazi, Alfred Rosenberg, fue el primero en dejar su iglesia en noviembre de 1911, pero durante los siguientes tres años sería el único líder nazi destacado en hacerlo. A principios de 1936, los líderes de las SS Heinrich Himmler y Reinhard Heydrich dejaron de ser miembros de la Iglesia Católica, seguidos de varios Gauleiter, incluidos Martin Mutschmann (Sajonia), Carl Röver (Weser-Ems) y Robert Heinrich Wagner (Baden). A finales de 1936, especialmente los miembros del Partido Católico abandonaron la iglesia, seguidos en 1937 por una avalancha de miembros del partido, principalmente protestantes. El propio Hitler nunca repudió su pertenencia a la Iglesia Católica; en 1941, le dijo a su general Gerhard Engel: «Ahora soy como antes católico y siempre lo seré». Sin embargo, las opiniones religiosas de Adolf Hitler siguen sin estar claras debido a los relatos contradictorios de los asociados de Hitler como Otto Strasser, Martin Bormann, Joseph Goebbels y otros.

## Demografía
Las personas que se identificaron como gottgläubig podían tener una amplia gama de creencias religiosas, incluido el cristianismo no clerical, el neopaganismo germano, un teísmo genérico no cristiano, el deísmo y el panteísmo. Estrictamente hablando, a gottgläubigen ni siquiera se le pidió que dejara de ser miembro de la iglesia, pero se le animó encarecidamente a hacerlo.
Por decreto del Reichsminister de Interior del 26 de noviembre de 1936, este descriptor religioso fue reconocido oficialmente en los registros gubernamentales. El censo del 17 de mayo de 1939 fue la primera vez que los ciudadanos alemanes pudieron registrarse oficialmente como gottgläubig. De 79,4 millones de alemanes, 2,7 millones de personas (3,5%) afirmaron ser gottgläubig, en comparación con el 94,5% que pertenecían a iglesias protestantes o católicas, 300.000 judíos (0,4%), 86.000 seguidores de otras religiones (incluidos musulmanes, budistas, hindúes, neopaganos y otras sectas y movimientos religiosos, 0,1%) y 1,2 millones (1,5%) que no tenían fe (glaubenslos). Paradójicamente, los alemanes que vivían en áreas urbanas, donde el apoyo al Partido nazi era más bajo, eran los más propensos a identificarse como gottgläubig; las cinco tasas más altas se encuentran en Berlín (10,2%), Hamburgo (7,5%), Viena (6,4%), Düsseldorf (6%) y Essen (5,3%).
El término todavía aparecía esporádicamente unos años después de la guerra, y fue reconocido en el censo de 1946 dentro de la Zona de ocupación francesa, antes de que desapareciera de los documentos oficiales.

## Himmler y lasSS

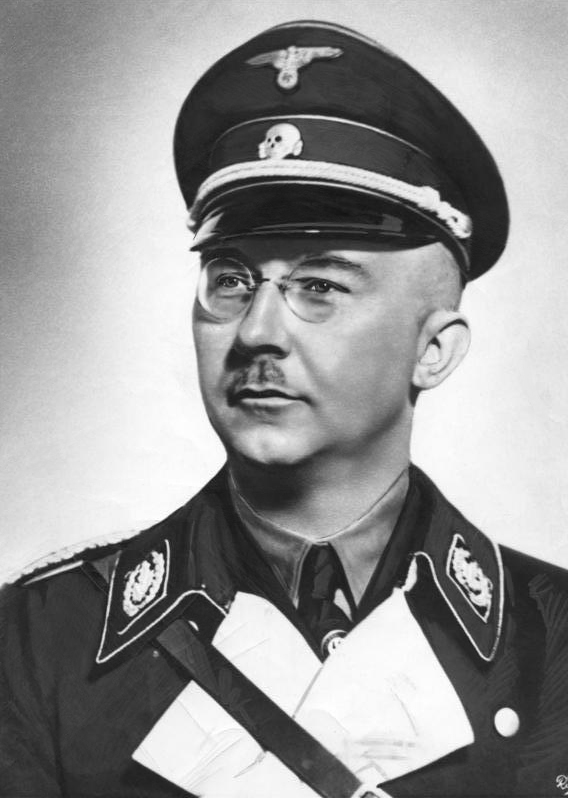
Himmler: "Creemos en un Dios Todopoderoso que está por encima de nosotros; ha creado la tierra, la Patria y el Pueblo, y nos ha enviado al Führer. Cualquier ser humano que no crea en Dios debe ser considerado arrogante, megalómano, y estúpido y por lo tanto no apto para las SS".

El Reichsführer-SS Heinrich Himmler, siendo él mismo un excatólico, fue uno de los principales promotores del movimiento de los creyentes en Dios. Fue hostil hacia el cristianismo, sus valores, las iglesias y su clero. Sin embargo, Himmler declaró: «Como nacionalsocialistas, creemos en una cosmovisión piadosa». Insistió en la existencia de un Dios-creador, que favoreció y guio al Tercer Reich y a la nación alemana, como anunció a las SS: «Creemos en un Dios Todopoderoso que está por encima de nosotros; ha creado la tierra, la Patria, y el Volk, y nos ha enviado al Führer. Cualquier ser humano que no crea en Dios debe ser considerado arrogante, megalómano y estúpido y, por lo tanto, no apto para las SS». No permitió que los ateos ingresaran a las SS, argumentando que su «negativa a reconocer poderes superiores» sería una «fuente potencial de indisciplina».
Himmler no estaba particularmente preocupado por la cuestión de cómo etiquetar a esta deidad; Dios Todopoderoso, el Antiguo, el Destino, «Waralda», la Naturaleza, etc. eran todos aceptables, siempre que se refirieran a algún «poder superior que había creado este mundo y lo había dotado con las leyes de lucha y selección que garantizaban la existencia continuada de la naturaleza y el orden natural de las cosas». Según Himmler, «solo se considera impío a quien se opone a la creencia en un poder superior»; todos los demás fueron gottgläubig, pero deberían estar fuera de la iglesia. Los miembros de las SS fueron presionados para identificarse como gottgläubig y revocar su membresía en la iglesia, si era necesario bajo la amenaza de expulsión.
Los registros del personal de las SS muestran que la mayoría de sus miembros que dejaron la iglesia, lo hicieron justo antes o poco después de unirse a las SS. Los miembros de Sicherheitsdienst (SD) eran los cuerpos más dispuestos dentro de las SS a retirarse de sus denominaciones cristianas y cambiar su afiliación religiosa a gottgläubig en un 90%. De los oficiales de las SS, el 74% de los que se unieron a las SS antes de 1933 lo hicieron, mientras que el 68% que se unieron a las SS después de 1933 finalmente se declararían gottgläubig. De la membresía general de las SS, el 16% había abandonado sus iglesias a fines de 1937.

## Críticas desde el catolicismo
La Iglesia Católica criticó el término. Así, en la encíclica Mit brennender Sorge del Papa Pío XI de 1937 se criticaba el uso del lenguaje en la Alemania nazi. En la primera parte principal de la encíclica, Pío XI se vuelve contra el uso del término “creer en Dios”. El Papa expresa su agradecida admiración por quienes cumplieron con su deber cristiano frente a un neopaganismo agresivo que a menudo fue favorecido por partidos influyentes.
Cualquiera que, según la supuestamente antigua noción germánica precristiana, ponga el lúgubre destino impersonal en el lugar del Dios personal, niegue la sabiduría y la providencia de Dios, que gobierna con fuerza y bondad de un extremo del mundo al otro y conduce todo. a un buen final. Tal persona no puede pretender ser contada entre los creyentes en Dios.
Se opone a la doctrina racial nacionalsocialista:
Este Dios dio sus mandamientos de manera soberana. Se aplican independientemente del tiempo y el espacio, el país y la raza. Así como el sol de Dios brilla sobre todo lo que tiene rostro humano, su ley tampoco conoce privilegios ni excepciones. Gobernantes y gobernados, coronados y sin corona, altos y bajos, ricos y pobres están igualmente bajo Su Palabra [...]